# Pavol Vavrík
Pavol Vavrík (* 23. September 1978 in Považská Bystrica) ist ein ehemaliger slowakischer Fußballspieler.

## Karriere

### Verein
Vavrík spielte zunächst bei Matador Púchov. Mit Púchov stieg er 2000 in die Mars superliga auf. 2003 gewann er mit dem Verein den slowakischen Cup. 2006 stieg Púchov wieder aus der höchsten slowakischen Spielklasse ab. Daraufhin wechselte Vavrík zur Saison 2006/07 nach Österreich zum Regionalligisten SV Bad Aussee. Mit den Steirern stieg er zu Saisonende als Meister der Regionalliga Mitte in die zweite Liga. In dieser kam er bis zur Winterpause der Saison 2007/08 zu 14 Einsätzen für Bad Aussee. Im Januar 2008 schloss er sich dem Regionalligisten SV Gmunden an. Für die Oberösterreicher kam er bis Saisonende zu 14 Einsätzen in der dritthöchsten Spielklasse, aus der er mit dem Verein zu Saisonende jedoch absteigen musste.
Daraufhin kehrte er zur Saison 2008/09 in die Slowakei zurück und wechselte zum unterklassigen TJ KOVO Beluša.

### Nationalmannschaft
Vavrík debütierte im April 2002 in einem Testspiel gegen Japan für die slowakische A-Nationalmannschaft. Sein zweites und letztes Spiel im Nationalteam absolvierte er im Februar 2003.